# Jules Ausone
Pour les articles homonymes, voir Ausone (homonymie).
Jules Ausone (en latin : Iulius Ausonius), né en 287 et mort en 378, est un médecin et un haut fonctionnaire romain du IIIe et du IVe siècle. Il fut préfet du prétoire d'Illyrie et est le père du poète Ausone.

## Biographie

### Sources
La vie de Jules Ausone nous est connue grâce aux œuvres de son fils, le poète Ausone, et en particulier au chant funèbre qu'il lui a consacré sous le titre d'Epicedion,.

### Origine et famille
Natif de Cossio Vasatum (la ville actuelle de Bazas), il emménage à un certain moment de sa vie dans la ville voisine de Burdigala (l'actuelle Bordeaux). Il est membre du conseil municipal (curiale) de ces deux cités et possède une villa dans le vignoble bordelais entre Langon et La Réole,,. Bien que vivant en Gaule, il parle mieux le grec que le latin, ce qui pourrait traduire - de même que les noms hellénistiques de plusieurs de ses parents - une ascendance grecque,.
Il épouse Aemilia Aeonia, avec laquelle il vit maritalement pendant 36 ans, et avec laquelle il a quatre enfants : deux fils, Avitianus et le poète Ausone, et deux filles, Aemilia Melania et Julia Dryadia.

### Carrière
Jules Ausone mène une brillante carrière de médecin et de magistrat municipal avant de son tourner vers la politique à la cour, grâce à l'appui de son fils devenu questeur du palais en 374,. Dans le même temps, l'un de ses associés, un autre médecin bordelais, Siburius, se hisse au rang de maître des offices en 376 à la cour de l'empereur Valentinien Ier.
Aux alentours de 377, il est nommé préfet du prétoire d'Illyrie. Il meurt à l'âge de 88 ou 89 ans, après avoir joui, selon Ausone, d'une parfaite santé de corps et d'esprit. Son fils le décrit comme un homme remarquable au point de vue moral et intellectuel, adepte de la doctrine des philosophes païens.
Il est l'auteur de plusieurs traités de médecine, dont aucun ne lui a survécu. Il est cité par Marcellus Empiricus, médecin né à Bordeaux vers le milieu du IVe siècle, dans son De medicamentis comme l'une de ses sources.